# Chic de ville
Albums de Daniel Bélanger
4 Albums dans le désordre
(2011) Paloma
(2016)
Chic de ville est le dixième album de l'auteur-compositeur-interprète québécois Daniel Bélanger, paru le 5 mars 2013,.  Après des influences pop, rock, électro ainsi que funk, cet album prend un tournant vers le rockabilly et le country.  D'ailleurs, le compositeur s'inspire du style musical qu'il écoute dans un commerce de vêtements rockabilly. 

## Titres
| 1.    | Ouverture                        | 0:30 |
| 2.    | Chacun pour soi                  | 5:49 |
| 3.    | Sa félinité                      | 2:50 |
| 4.    | Béatitude                        | 3:39 |
| 5.    | Avec mes amis                    | 2:27 |
| 6.    | L'aube                           | 3:08 |
| 7.    | Auprès de toi                    | 2:59 |
| 8.    | Le temps est charognard          | 2:52 |
| 9.    | Domino                           | 2:41 |
| 10.   | Je t'aime comme tu es            | 3:11 |
| 11.   | Je poursuis mon bonheur          | 2:29 |
| 12.   | Traverse-moi                     | 3:50 |
| 13.   | Le cœur en mille morceaux        | 2:19 |
| 14.   | Pour être heureux                | 2:25 |
| 15.   | Rapport d'accident survenu le 26 | 4:14 |
| 45:23 |                                  |      |

## Production
- Paroles et musique : Daniel Bélanger
- Réalisation : Michel Dagenais et Daniel Bélanger
- Prise de son : Michel Dagenais au Studio D à Montréal
- Mastérisé par : Marc Thériault, Le Lab
- Éditions : Les Éditions Achille Cassel